# Војводство Лука
Војводство Лука је била италијанска држава која је постојала од 1815. до 1847. године.

## Историја
Војводство Лука формирано је на Бечком конгресу од територија Републике Луке и Кнежевине Луке и Пјомбина. Њима је од 1805. године владала сестра Наполеона Бонапарте, Елиза. Војводство Лука формирано је како би се династији Бурбон надокнадио губитак Војводства Парма које је припало Марији Лујзи. Марија Лујза Шпанска преузела је 1817. године владавину над Војводством на основу одредби Париског мира из 1815. године. Након Лујзине смрти (1824), власт је преузео Чарлс II од Парме. Чарлс је владао Луком све до 1847. године када је постао војвода Парме. Лука је прикључена Великом војводству Тоскани које је 1859. године анектирала Краљевина Сардинија.